# Gowdeyana argenteus
Gowdeyana argenteus är en tvåvingeart som först beskrevs av James 1967.  Gowdeyana argenteus ingår i släktet Gowdeyana och familjen vapenflugor. Inga underarter finns listade i Catalogue of Life.